# Camille Thominet
Camille Thominet, né le 22 juin 1990 à Meaux (Seine-et-Marne), est un coureur cycliste français, professionnel au sein de l'équipe Saint Michel-Auber 93 en 2018 et 2019.

## Biographie

### Débuts et carrière amateur
Formé à la JS de La Ferté-Gaucher, et issu de triplé, Camille Thominet a un frère prénommé Clément, qui pratique également le cyclisme en compétition. Durant sa jeunesse, il s'essaye à plusieurs sports comme la course à pied, le football ou le badminton, avant de choisir le vélo.
Jusqu'alors peu connu au niveau national, il crée la surprise en 2011 dans les sous-bois en prenant la deuxième place du championnat de France de cyclo-cross espoirs. Sur route, il remporte le Grand Prix d'Amnéville et une étape des Deux Jours cyclistes du Perche. Lors de l'année 2012, il s'impose sur le Grand Prix de Tourteron, termine deuxième d'une étape et dixième du classement général au Tour de Dordogne. 
En 2013, Camille Thominet décide de rejoindre le CM Aubervilliers 93, après trois saisons passées au CC Villeneuve Saint-Germain. Avec celui-ci, il se classe notamment deuxième du Tour des Deux-Sèvres. En Coupe de France DN2, il marque également des points pour son club avec deux places parmi les premiers. À l'issue de cette saison, il comptabilise 21 tops 10.
En 2014, il se distingue en remportant une épreuve et le classement final du Circuit des plages vendéennes, ses premières victoires sur une course élite nationale, tout en multipliant les accessits. Cependant, il est contraint de mettre un terme à sa saison fin juillet après une chute en course, où il se fracture le plateau tibial de la jambe gauche et plusieurs os au niveau du visage. Il est ensuite recruté en 2015 par le club breton BIC 2000. Dans la région de sa nouvelle équipe, il se montre rapidement à son avantage, terminant notamment deuxième du Souvenir Louison-Bobet. Tout au long de la saison, il se montre régulier, terminant également troisième du Tour du Loiret, quatrième du championnat de Bretagne, de Paris-Connerré, et de La SportBreizh, ou encore neuvième du Grand Prix de Cours-la-Ville (Coupe de France DN1). 
En 2016, il décide de revenir au CC Villeneuve Saint-Germain, afin d'être le plus proche possible de son lieu de travail. Bien que travaillant à plein temps dans une usine, il parvient à s'imposer en solitaire sur le Grand Prix de Tourteron, devant son coéquipier Gwénaël Talloneau. Cette même année, il finit deuxième de La Gainsbarre, ou quatrième de La Gislard et de Châtillon-Dijon. 
Pour la saison 2017, il retrouve le CM Aubervilliers 93 en division nationale 2. Huitième de Bordeaux-Saintes en Coupe de France DN2, il s'impose une semaine plus tard sur la classique Châtillon-Dijon, en réglant au sprint un groupe d'une vingtaine de coureurs. Sur les courses du printemps, il se montre comme à son habitude régulier, terminant troisième des Boucles nationales du printemps (Coupe de France DN2), sixième du Tour du Beaujolais, septième du Tour Nivernais Morvan ou encore onzième de Paris-Mantes-en-Yvelines. En été, il réalise un bon Tour des Deux-Sèvres, où il gagne la deuxième étape et termine dixième du classement général.

### Carrière professionnelle
Après une saison passée dans son centre formation, Camille Thominet devient coureur professionnel en 2018 dans l'équipe continentale HP BTP-Auber 93. Il rompt alors son CDI à l'usine pour devenir cycliste à temps plein. Il fait ses débuts en compétition en janvier, lors du Grand Prix d'ouverture La Marseillaise, où il prend la 28e place. Il se distingue en mai lors du Tour de l'Ain, y remportant le classement de la montagne grâce notamment à une échappée au long cours lors de la deuxième étape. Il enchaîne par une 18e place sur les Boucles de l'Aulne. En juillet, il termine 14e du GP de Pérenchies puis 10e du Kreiz Breizh Elites. En fin de saison, il décroche un dernier accessit sur le Tour de Vendée (18e).
Au terme de la saison 2019 durant laquelle il ne décroche que deux tops 20, sur le Tour du Doubs (20e) et le Tour de Vendée (17e), il n'est pas conservé par la structure francilienne et met un terme à sa carrière professionnelle.

## Palmarès sur route

### Par année
| - 2008 - Tour Cévennes-Garrigues - 3e du Grand Prix de Saint-Julien-les-Villas - 2010 - 2e du Prix de Saint-Souplet - 2011 - Grand Prix d'Amnéville - 2e étape des Deux Jours cyclistes du Perche - 3e du Prix de la Ville de Lillebonne - 2012 - Grand Prix de Tourteron - 2013 - 2e du Grand Prix du Muguet à Iwuy - 2e du Tour des Deux-Sèvres - 2e de la Classique de l'Eure - 2014 - Circuit des plages vendéennes : - Classement général - 3e étape - 3e de Bordeaux-Saintes | - 2015 - 2e du Souvenir Louison-Bobet - 3e du Tour du Loiret - 2016 - Grand Prix de Tourteron - 2e du Tour du Pays Courvillois - 2e de La Gainsbarre - 2e du Circuit des Mines - 3e de Versailles-Satory - 3e du Grand Prix Olga Choppart - 2017 - Châtillon-Dijon - 2e étape du Tour des Deux-Sèvres - 3e du Grand Prix de Saint-Quentin - 3e des Boucles Nationales du Printemps |  |

### Classements mondiaux
| Année           | 2018   |
| --------------- | ------ |
| UCI Europe Tour | 1 159e |

## Palmarès en cyclo-cross
| - 2007-2008 - Champion d'Île-de-France de cyclo-cross juniors - 2008-2009 - Champion d'Île-de-France de cyclo-cross espoirs - 2010-2011 - 2e du championnat de France de cyclo-cross espoirs - 2011-2012 - Cyclo-cross de Dugny - Cyclo-cross de Vitry-le-Français | - 2012-2013 - Cyclo-cross de Dugny - 2013-2014 - Cyclo-cross de Connatre - Cyclo-cross de la Ferté-sous-Jouarre - Cyclo-cross de la Ferté-Gaucher - 2014-2015 - Cyclo-cross de Beautor |  |